# Slochteren

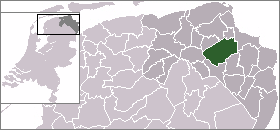
Slochterens läge (grönt) i Groningen (mörkgrått)

Slochteren är en historisk kommun i provinsen Groningen i Nederländerna. Kommunens totala area är 158,84 km² (där 6,56 km² är vatten) och invånarantalet är på 14 932 invånare (2005).